# ケスイスモ
ケスイスモ（スペイン語:quesuismo ）は、スペイン語の口語に特有の言語現象のひとつ。関係詞cuyo,-a,-os,-asの代わりにque suというつながりを用いる（関係代名詞を所有詞とともに用いる）ことに基づいている。たとえば、el chico cuyo padre es médico（父親が医者である男の子）に対してel chico que su padre es médicoと言うことである。
これは破格構文である。なぜなら規範的には、関係詞queは名詞の機能を果たさなければならず、その機能を果たさないままでいけないからである。この現象は今日では、口語特有の特徴であるが、中世スペイン語においては稀なことではなかった。cuyoは所有関係詞であり、que + su, または、que + el, laなど両方の価値を持ったものに分けたものに取って代わられるからであると説明される。つまり関係詞の価値をqueが、そして所有の価値をsu（またはel,la）が担うということである。
しかしながら、que suというつながりであればいつもケスイスモというわけではないということは覚えておかねばならない。つまり主にqueが接続詞として機能する時、たとえばEste es el libro que su amigo me dio.（これは彼/彼女の友だちが私にくれた本です。）などではケスイスモではない。
スペイン語の規範文法主義においては、ケスイスモは許容されていない。そのため、スペイン王立アカデミーによると、ケスイスモは間違いであり、教養のある話し方、書き方としては避けられるべきであると考えられている。
ケスイスモはおそらく、cuyoという関係詞の使用を話者があまりにフォーマルであると感じていることに原因がある、というのは実際の話し言葉ではそんなに使われないからである。